# Monon (Indiana)
Monon es un pueblo ubicado en el condado de White en el estado estadounidense de Indiana. En el Censo de 2010 tenía una población de 1777 habitantes y una densidad poblacional de 1.216,5 personas por km².

## Geografía
Monon se encuentra ubicado en las coordenadas 40°51′51″N 86°52′43″O / 40.86417, -86.87861. Según la Oficina del Censo de los Estados Unidos, Monon tiene una superficie total de 1.46 km², de la cual 1.46 km² corresponden a tierra firme y (0%) 0 km² es agua.

## Demografía
Según el censo de 2010, había 1777 personas residiendo en Monon. La densidad de población era de 1.216,5 hab./km². De los 1777 habitantes, Monon estaba compuesto por el 77.15% blancos, el 0.56% eran afroamericanos, el 0.39% eran amerindios, el 0.17% eran asiáticos, el 0% eran isleños del Pacífico, el 18.85% eran de otras razas y el 2.87% pertenecían a dos o más razas. Del total de la población el 28.42% eran hispanos o latinos de cualquier raza.